# علم الأمراض عن بعد
علم الأمراض عن بعد هو تخصص فرعي في المجال الطبي للأمراض الجلدية، وربما أحد أكثر تطبيقات الطب عن بعد والصحة الإلكترونية شيوعًا. في علم الأمراض عن بعد، يتم استخدام تقنيات الاتصالات السلكية واللاسلكية لتبادل المعلومات الطبية (فيما يتعلق بأمراض الجلد وأورام الجلد) عبر مسافة باستخدام الاتصالات الصوتية والمرئية والبيانات. تشمل التطبيقات إدارة الرعاية الصحية مثل التشخيص والاستشارة والعلاج وأيضاً التعليم (المستمر).  
كان أول من صاغ مصطلح «طب الجلد عن بعد» هما أخصائيان للأمراض الجلدية بيرينايا وبراون في عام 1995. في منشور علمي، وصفوا قيمة خدمة أمراض الجلد عن بعد في منطقة ريفية يفتقر إليها أطباء الجلد.

## طرق نقل البيانات
يمارس علم الأمراض عن بعد (مثل الطب عن بعد) على أساس مفهومين: التخزين وإعادة التوجيه (SAF) وعلم الأمراض عن بعد التفاعلي المباشر / الفعلي. توجد أيضًا طرق مختلطة (تجمع بين SAF وتطبيقات الوقت الفعلي).
طريقة SAF هي الأكثر استخدامًا في علم الأمراض عن بعد: فهي تتضمن إرسال (إعادة توجيه) الصور الرقمية المرتبطة بالمعلومات الطبية (المجهولة) إلى وحدة تخزين البيانات من أخصائي استشاري. يمكن أن يكون الأمر سهلاً مثل إرسال بريد إلكتروني مع صورة رقمية للآفة لطلب المشورة بشأن حالة الجلد. تتمثل مزايا هذه الطريقة في أنها لا تتطلب وجود كلا الطرفين في نفس الوقت ولا تتطلب عادةً معدات باهظة الثمن.
في تطبيقات علم الجلد التفاعلي في الوقت الفعلي / المباشر، يتفاعل الموفر والأفراد عادة عبر مؤتمرات الفيديو الحية. قد يشمل أيضًا الجراحة عن بعد واستخدام المجاهر البكتيرية في أمراض الجلد. يتطلب هذا الوضع بشكل عام تقنية أكثر تعقيدًا وتكلفة من تلك المستخدمة في وضع SAF. يجب أن يكون كلا المشاركين متاحين في نفس الوقت.

## مجالات التطبيق

### إدارة الرعاية الصحية
تتضمن الاستشارة المباشرة فردًا يعاني من حالة جلدية يتواصل مع طبيب الأمراض الجلدية عبر الاتصالات لطلب التشخيص والعلاج. في هذا المجال، تكتسب التطبيقات المتنقلة لأمراض الجلد عن بعد أهمية.
التشخيص عن بعد في غياب الاتصال الشخصي مع العاملين في مجال الرعاية الصحية للفرد معقد. يتطلب مشاركة فعالة من الفرد وبدون توجيه مناسب قد يؤدي إلى إدارة غير لائقة. ومع ذلك، كأداة فرز، تقود الفرد مباشرة إلى الأخصائي المناسب لمرضه / مرضها، يمكن أن تكون ذات قيمة كبيرة في المستقبل القريب.
الإحالة المتخصصة هي مجال رئيسي للتطبيق في علم الأمراض عن بعد طبيب ممارس عام (أو أخصائي طبي آخر) يرى الفرد يستشير مركزًا متخصصًا / خبيراً عبر الاتصالات عند بعد من أجل الحصول على رأي آخر. ثم يقوم الأخصائي بمساعدة الطبيب العام في إجراء التشخيص، وتوفير خيارات الإدارة وما إلى ذلك.
تتضمن الرعاية الصحية عن بعد / الرعاية الصحية المنزلية عن بعد شخصًا يعاني من حالة مزمنة يتم فحصه وإدارته عن بُعد في المنزل. من المجالات الهامة التي تهتم بالعلاج عن بعد في طب الأمراض الجلدية علاج المتابعة للأشخاص الذين يعانون من أمراض جلدية تتطلب متابعة منتظمة مثل القرحة القشرية. القرحة القشرية هي حالة جلدية شائعة تحتاج إلى زيارات متابعة تصل إلى مرتين في الأسبوع تتطلب التزامات زمنية كبيرة من قبل الأفراد بالإضافة إلى التسبب في عبء مالي على نظام الرعاية الصحية. يمكن أن يساعد علم الأمراض عن بعد في تقليل الوقت والتكاليف التي ينطوي عليها متابعة هذه الحالات.

### التعليم والمعلومات
التعليم الطبي / التعليم المستمر ميزة رئيسية للتطبيب عن بعد / الصحة الإلكترونية. تقدم العديد من الجامعات دورات عبر الإنترنت، والتدريب على الكمبيوتر وتطبيقات الويب في هذا المجال تستهدف بشكل أساسي طلاب الطب. كما تتوفر دورات تدريبية متخصصة عبر الإنترنت، وخاصة في تنظير الجلد.
يمكن لغير المختصين الوصول إلى المعلومات الطبية / الصحية العامة ، مثل الأفراد المتأثرين بحالة جلدية وأقاربهم، عبر الإنترنت. كما يمكنهم الانضمام إلى مجموعات دعم النظراء مع الآخرين المتأثرين بالحالة نفسها.

### التنظير عن بعد
في التنظير عن بعد، تُنقل صور الآفات الجلدية بالمنظار (مع أو بدون صور سريرية) إلكترونيًا إلى أخصائي لفحصها. يمكن القيام بذلك على شبكة التشخيص عن بعد عبر الإنترنت Campus Medicus .
التنظير الجلدي (تنظير الجلد، ميكروسكوب اللمعان) هو المجال التقني لاستخدام مجهر اللمعة لعرض الآفات الجلدية في التكبير في الجسم الحي. يفيد بشكل خاص في الكشف المبكر عن الآفات الجلدية الخبيثة (أي سرطان الجلد). يمكن التقاط الصور الرقمية بالتنظير باستخدام كاميرا رقمية متصلة بمنظار الجلد أو كاميرات فيديو خاصة مناسبة لتنظير الجلد، مثل FotoFinder . نظرًا لأن تنظير الجلد يعتمد على فحص صورة ثنائية الأبعاد، فهو مناسب تمامًا للتصوير الرقمي وعلم الجلد عن بعد.

### أمراض الجلد عن بعد
علم أمراض الأمراض عن بعد هو إرسال صور الأمراض الجلدية إما في الوقت الفعلي بمساعدة مجهر آلي أو باستخدام نظام تخزين وإرسال (إرسال كملف واحد). في الطريقة الأخيرة (SAF)، هناك تطور جديد إلى حد ما هو إدخال أنظمة الشرائح الافتراضية (VSS).
يتم إنشاء الشرائح الافتراضية عن طريق المسح الرقمي لشريحة زجاجية كاملة بدقة عالية ثم إرسال الصور إلى نظام التخزين. يمكن بعد ذلك تقييمها على شاشة كمبيوتر تشبه الفحص المجهري التقليدي، مما يسمح لأخصائي الأمراض بالمناورة حول الصورة وعرض كل جزء من الشريحة بأي تكبير.

### الأمراض الجلدية بمساعدة التنظير الباطني
هذا هو نقل البيانات الطبية الحاسمة والصور الجلدية وكذلك الصور السريرية إلى أخصائي علم الأمراض الذي يجعل التشخيص التشريحي المرضي التقليدي.
في الوضع السريري اليومي، يتم أخذ خزعات الجلد من قبل الطبيب المسؤول مباشرة عن الفرد ويتم تقييمها من قبل طبيب أمراض جلدية. من المحتمل أن أخصائي الأمراض هذا لم يرَ أبدًا الجانب السريري من الآفة وقد لا يكون لديه أي معلومات عن الشخص. يمكن التغلب على هذه القيود من خلال علم الأمراض الجلدية بمساعدة التنظير الباطني حيث يمكن أن يزيد تاريخ المريض والبيانات السريرية من حساسية التشخيص.
بالإضافة إلى ذلك، فقد ثبت أن توفير مثل هذه البيانات قد يحسن مستوى الثقة التشخيصية التي يمتلكها أطباء الأمراض الجلدية.

### طب الجلد عن بعد
الطب المتنقل عن بعد هو نظام يستخدم فيه مشارك واحد على الأقل (الشخص الذي يطلب النصيحة أو الطبيب، على سبيل المثال) معدات لاسلكية أو متنقلة  (أي الهواتف النقالة، الأجهزة المحمولة)، على عكس منصات الرعاية عن بعد الثابتة التقليدية. يستطيع المسافرين الذين يصابون بآفات جلدية وكذلك الأطباء الذين يتنقلون في منطقة المستشفى / خارج المستشفى الاستفادة من هذا التطور الجديد في علم الأمراض عن بعد. من أجل تسهيل الحصول على المشورة الطبية وتمكين الأفراد من لعب دور أكثر نشاطًا في إدارة حالتهم الصحية الخاصة، يبدو أن علم الأمراض عن بعد المحمول مناسب بشكل خاص لتصفية المرضى أو الفرز. (أي الإحالة على أساس شدة وحالة حالة الجلد). تطبيق عملي آخر محتمل هو متابعة الأفراد الذين يعانون من أمراض جلدية مزمنة. ومع ذلك، تشير الدراسات المتاحة حاليًا إلى ارتفاع معدل الإصابة بسرطانات الجلد المفقودة بما في ذلك سرطان الجلد، ولا توجد بيانات قوية كافية للتوصية بهذه الطريقة في التشخيص.

### ملاءمة الحالات
ليست كل الحالات مناسبة لطب الجلد. نوع الحالات المناسبة لطب الجلد عن بعد هو موضوع يتطلب المزيد من الدراسات. لاحظت بعض الدراسات أن الأكزيما والآفات الجرابية تم تشخيصها بدرجة أكبر من اليقين نسبيًا، بينما لوحظ في بعض الدراسات الأخرى أن التشخيص تم إجراؤه في حالات مثل الثآليل الفيروسية والهربس النطاقي وحب الشباب والتهاب الجلد المهيج والبهاق والسطحية. الالتهابات البكتيرية والفطرية. على عكس الدراسات الغربية حيث الآفات المصطبغة المشبوهة في الأورام الميلانينية هي واحدة من أكثر الحالات المشار إليها في علم الأمراض عن بعد (مع أو بدون تنظير عن بعد)، فإن الدراسات الآسيوية لديها عدد أقل من الحالات المحالة بناءً على الاشتباه في الورم الميلانيني.

## المشاريع المنفذة حسب البلد

### المملكة المتحدة
24٪ من السكان في إنجلترا وويلز يسعون للحصول على مشورة طبية لحالة الجلد، وحوالي 6٪ من المرضى الذين يعانون من مشكلة جلدية يتم إحالتهم للحصول على مشورة متخصصة كل عام.
تشجع وزارة الصحة استخدام التكنولوجيا الرقمية في المجالات الرئيسية لدعم تقديم الجودة والابتكار والإنتاجية والوقاية (QIPP). وهذا يشمل إدخال الخدمات الرقمية أو عبر الإنترنت لتقديم راحة أكبر للمرضى ولتحرير وقت سريري وجها لوجه للأفراد الذين يحتاجون إليه حقا.

### أستراليا
يوجد علم الأمراض عن بعد والتنظير عن بعد حاليًا بأشكال مختلفة في أستراليا. فهي تساعد في مكافحة ارتفاع معدلات الإصابة بسرطان الجلد وتسمح للمرضى الريفيين بالحصول على مشورة متخصصة دون الحاجة إلى السفر. ومع ذلك، لا يتم حاليًا تمويل علم الأمراض عن بعد أو التنظير عن بعد في المخزن أو الأمام في إطار مخطط الصحة الوطني الأسترالي المسمى Medicare . تم إجراء بحث في التأثير الاقتصادي لتمويل التنظير عن بعد في البيئة الأسترالية، ووجد أنه سيكلف حوالي 2 دولارًا لكل يوم يتم فيه الإسراع في التشخيص أو العلاج. تشير التقارير أن أطباء الجلد الأستراليين يفكرون في تنظير الجلد عن بعد بقولهم «إنها خدمة قيّمة و [متقدمة] للأمراض الجلدية» ولكن بالنظر إلى خيار «أنهم يفضلون التشاور وجهًا لوجه مع المرضى حيثما أمكن للسماح بإجراء فحص كامل للجسم».